# Paul Roczek
Paul Roczek (* 9. Juni 1947 in Wien) ist ein österreichischer Violinist und Musikpädagoge.

## Leben und Werk
Paul Roczek  studierte bei Franz Samohyl an der Wiener Musikakademie und bei Max Rostal in Bern. Er erhielt weitere musikalische Inspirationen von Sándor Végh und Ivry Gitlis. Bereits als Teenager war er Mitglied der Wiener Philharmoniker.
Nachdem er mehrere internationale Violinwettbewerbe gewonnen hatte, konzentrierte er sich über 30 Jahre lang auf Kammermusik. Er wirkte als Primarius des Österreichischen Streichquartettes und Violinist des Webern-Streichtrios. Er trat mit renommierten Musikern wie Sandor Vegh, Givry Itlis, Karl Leister, Joseph Rampal, Julius Berger und Alfons Kontarsky auf.
Seit 1969 wirkte er als Professor für Violine am Mozarteum. Viele seiner Studenten wurden Konzertmeister großer Orchester, Solisten, Kammermusiker und Musikprofessoren. Er war mehrfach amtierender Rektor des Mozarteums und war von 1990 bis 2002 künstlerischer Leiter der Internationalen Sommerakademie dieses Institutes. 2015 wurde Paul Roczek emeritiert. In den letzten Jahren wirkte er als Gastprofessor an der Menuhin Academy in Gstaad in der Schweiz, dem National Australian Conservatory in Melbourne, dem China Conservatory in Peking, den Internationalen Sommerakademien des Mozarteums und der Musikuniversität Wien. Er gab zahlreiche Meisterkurse an Konservatorien und Universitäten in Moskau, Brüssel, Mailand, Mannheim, Saarbrücken, Weimar, München, Prag, Tallinn, Vilnius, London, Paris, Kobe und Tokio sowie am Bowdoin College, der Indiana University, der Temple University, der Southern Methodist University und der University of Michigan. Als Präsident des österreichischen Wettbewerbs „Musik der Jugend“ förderte er den österreichischen Musikernachwuchs. Er wirkte weiterhin als Jurymitglied bei großen internationalen Violinwettbewerben wie den Mozart-Wettbewerben in Salzburg und Augsburg, dem Fritz-Kreisler-Wettbewerb in Wien, dem Louis-Spohr-Wettbewerb in Weimar und dem Georg-Kulenkampff-Wettbewerb in Köln.